# Passiflora sanctae-barbarae
Passiflora sanctae-barbarae là một loài thực vật thuộc họ Passifloraceae. Đây là loài đặc hữu của Ecuador.